# Place de Clichy

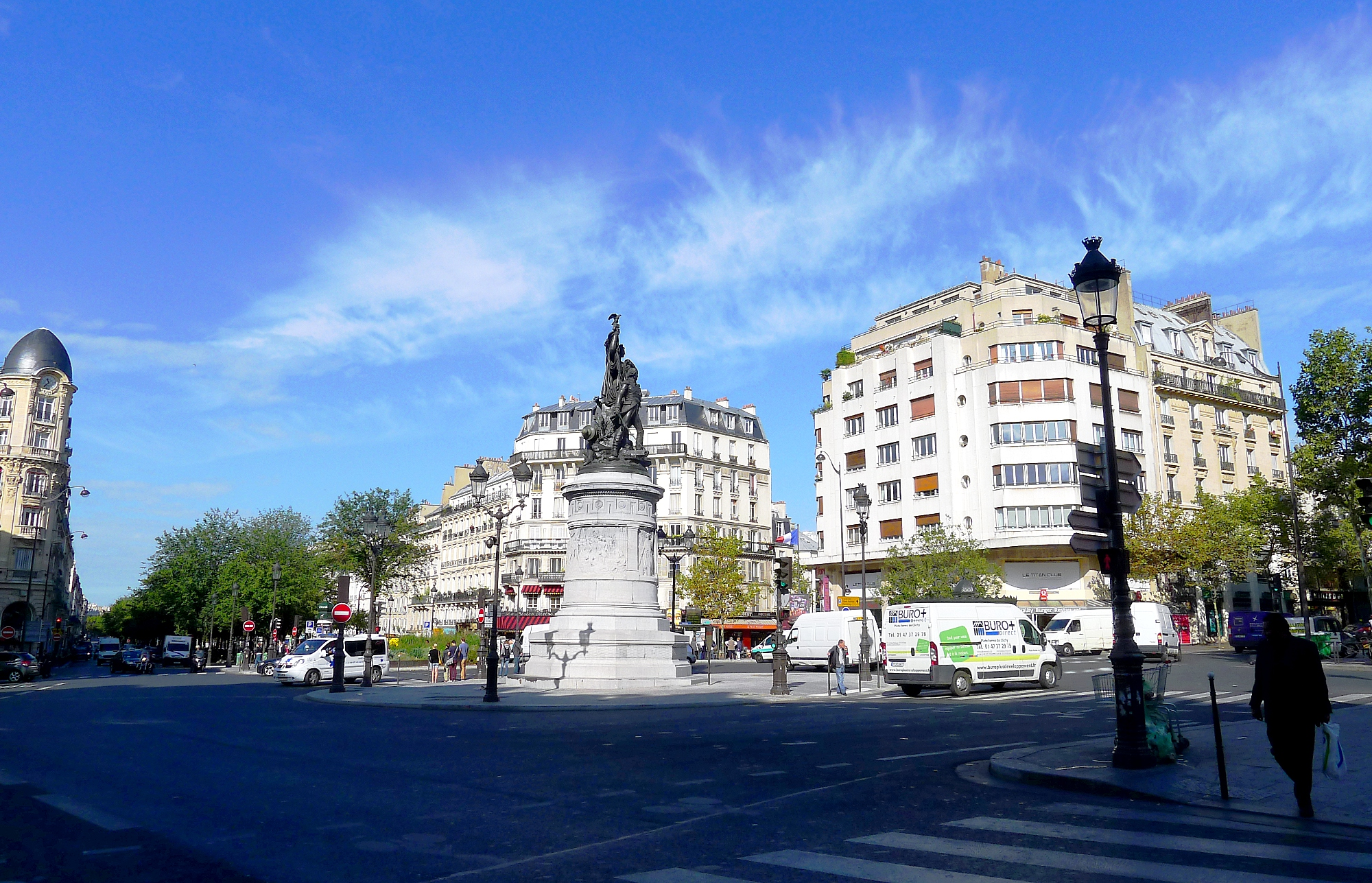
Vista general de la plaza.

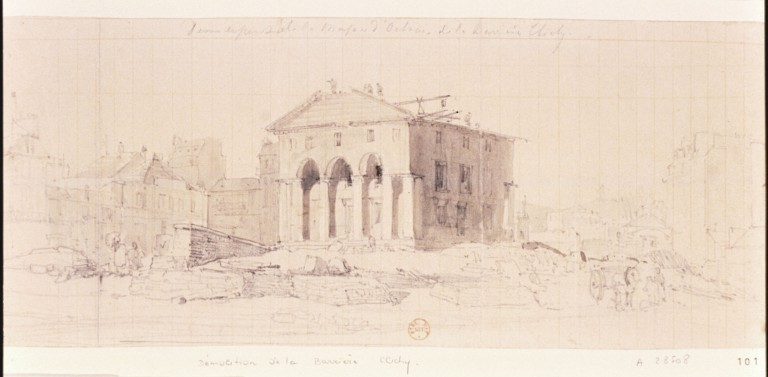
La demolición de la barrera de Clichy (1860).

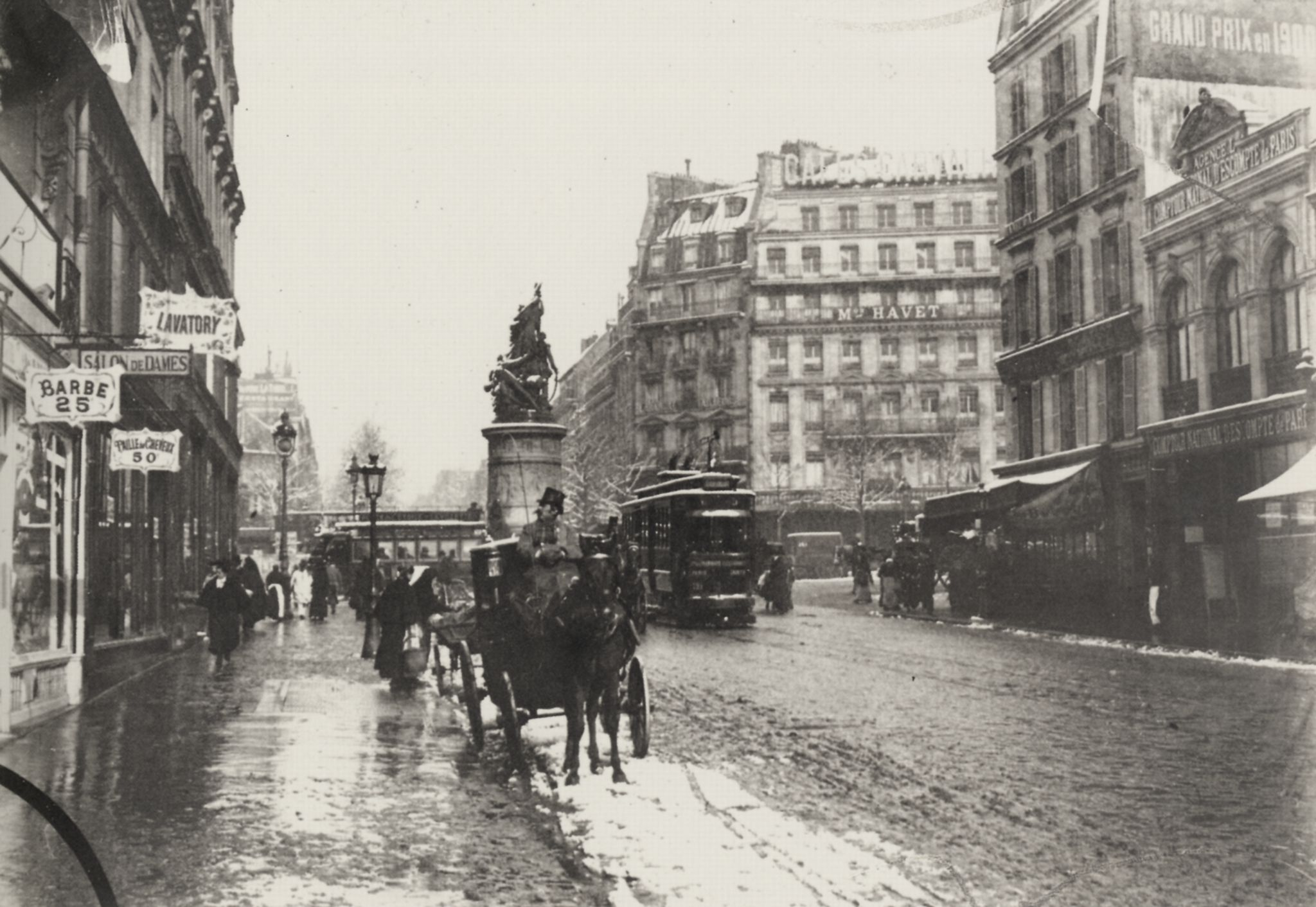
La Place de Clichy en una fotografía de Émile Zola.

La Place de Clichy es una plaza situada en el noroeste de la ciudad de París, Francia.

## Situación y acceso
La Place de Clichy es uno de los pocos lugares de París donde confluyen cuatro distritos (el VIII, el IX, el XVII y el XVIII), junto con el Puente Saint-Michel (distritos I, IV, V y VI) y el Carrefour de Belleville (distritos X, XI, XIX y XX).
Es una de las pocas plazas parisinas que no fueron trazadas por un urbanista, motivo que explica la presencia de fachadas muy diferentes entre sí. Parece más bien una gran rotonda heterogénea que una verdadera plaza. Muy frecuentada tanto de día como de noche, la plaza está bordeada por comercios de todos los géneros, especialmente restaurantes, y un cine, el Pathé-Wepler.
Entre 2008 y 2010, la plaza fue remodelada con nuevos espacios peatonales, carriles bici y más árboles.
La Place de Clichy es servida por: 
- dos líneas del metro, a través de la estación Place de Clichy (líneas 2 y 13);
- siete líneas de autobús: 30, 54, 68, 74, 80, 81 y 95;
- cuatro líneas del autobús nocturno Noctilien: N01, N02, N15 y N51;

## Origen del nombre
Así llamada porque ocupa el emplazamiento de la barrera de Clichy, es una antigua puerta de entrada de París situada en la muralla de los Fermiers généraux, que servía de salida para ir al pueblo de Clichy.

## Historia
Situada previamente en el antiguo municipio de Batignolles y llamada place de Clichy y barrière de Clichy desde 1789 hasta 1814, fue construida en el emplazamiento de los antiguos edificios de la barrera de Clichy, que en 1793 recibió el nombre de barrière Fructidor. Su apertura englobó una parte de los bulevares des Batignolles y de Clichy y una parte de los paseos de ronda de Clichy y de las barreras Blanche y de Clichy.
En marzo de 1814, el Imperio Napoleónico llegó a su fin. Con ochocientos mil soldados, los ejércitos extranjeros marchan hacia París. Tras haber forzado las barreras de Belleville y de Pantin, tomaron la colina de Montmartre. El norte y el noroeste de la capital, desde Clichy hasta Neuilly, estaban protegidos por setenta mil hombres de la Guardia Nacional. Ante el avance de los ejércitos enemigos, el mariscal Moncey, entonces mayor general de la guardia parisina, se dirigió a la barrera de Clichy. Voluntarios, francotiradores, alumnos de las escuelas politécnica y veterinaria…, las tropas de Moncey reunían a quince mil hombres, pero su falta de experiencia no les impidió resistir valientemente al contingente ruso hasta la proclamación del armisticio del 30 de marzo de 1814.
La plaza recibió su nombre actual el 30 de diciembre de 1864.

## Lugares de interés
En el centro de la plaza se encuentra el Monumento al mariscal Moncey (1870): sobre el pedestal, de ocho metros de altura y decorado con bajorrelieves, hay un grupo de bronce de seis metros de altura debido a Amédée Doublemard que representa la defensa de París por este mariscal. La realización de este monumento conmemorativo fue encargada al arquitecto Edmond Guillaume en 1864.

## En el arte

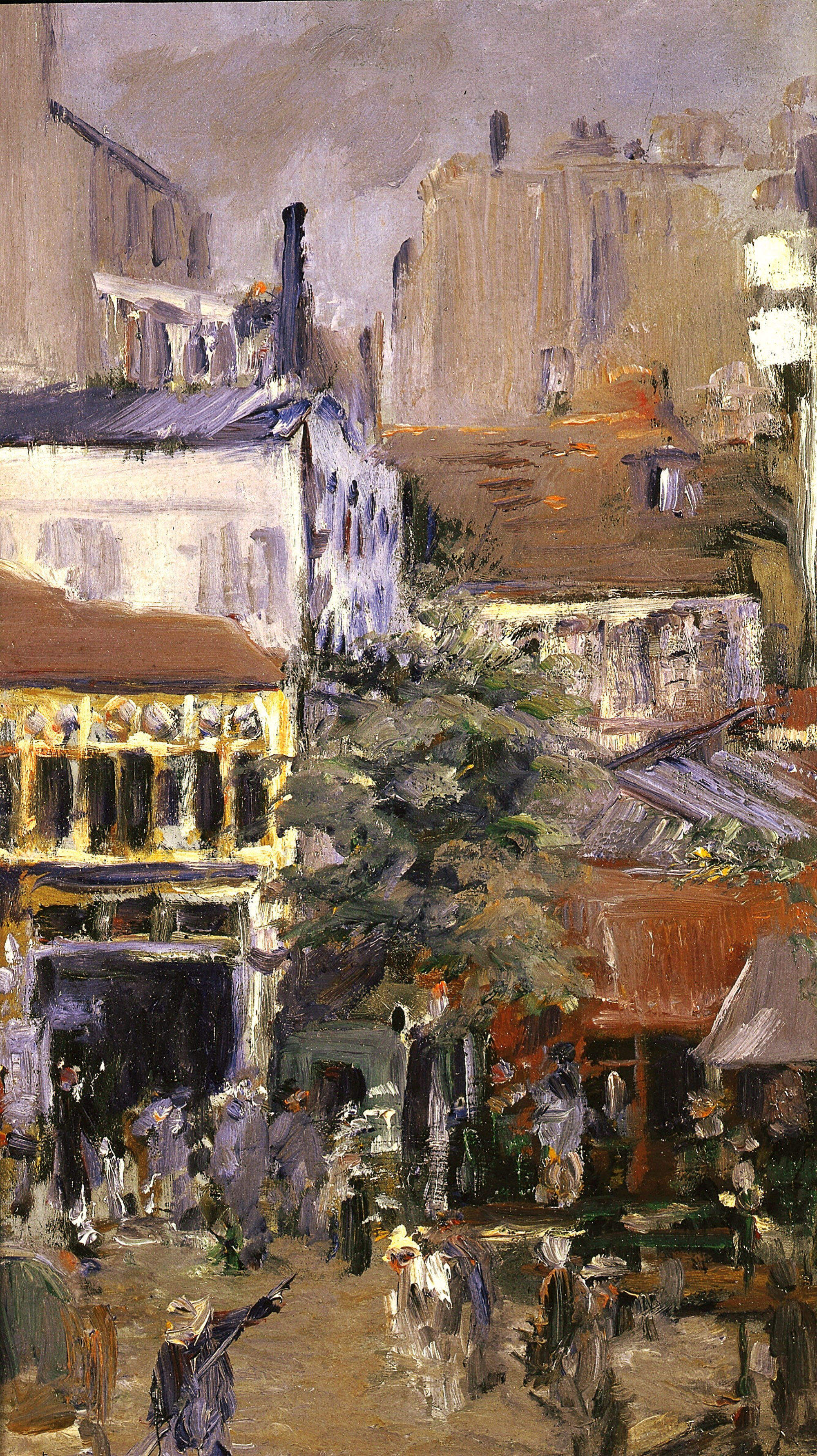
Place Clichy, por Édouard Manet.

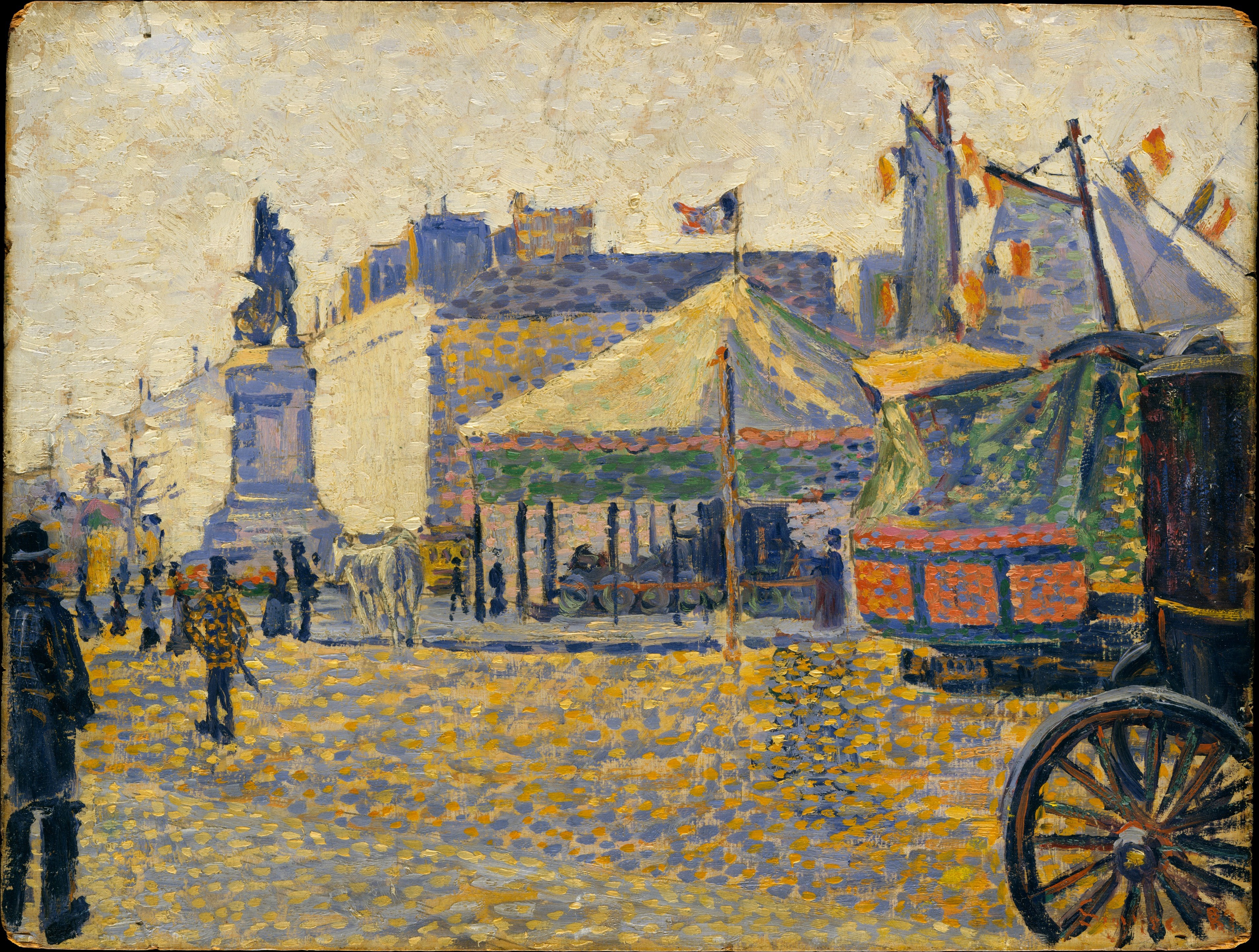
Place Clichy, por Paul Signac.

- Pierre Bonnard representó la plaza en un cuadro de 1912 conservado en el Museo de Bellas Artes y Arqueología de Besanzón y pintado desde la terraza de la brasserie Wepler.[6]
- Michel Polnareff cita la Place de Clichy en una canción titulada Rosy del álbum Michel Polnareff (1974).
- La plaza es mencionada en la letra de la canción Le Film de Polanski, del álbum Raconte-toi del cantautor Yves Simon, publicado en 1975:[7]

Dans un ciné / Place de Clichy / Y avait un film / De Polanski / Pas Chinatown / Mais Cul-de-sac / Celui avec / La Dorléac
En un cine / Place de Clichy / Había una película / De Polanski / No Chinatown / Sino Cul-de-sac / En la que sale / La Dorléac

- Julien Clerc interpreta una canción titulada Place Clichy, de la cual es el compositor y cuyas letras son de Gérard Duguet-Grasser, perteneciente a su álbum Double Enfance (2005).
- La novela Viaje al fin de la noche, de Louis-Ferdinand Céline, empieza en la Place de Clichy, con la decisión espontánea de su protagonista Ferdinand Bardamu de enrolarse en el ejército.[8]
- En la película Los 400 golpes, de François Truffaut, una gran parte de la acción sucede a poca distancia de la Place de Clichy.
- El cantante francés Vincent Delerm interpreta una canción titulada Place Clichy.
- En Jours tranquilles à Clichy, Henry Miller recuerda su vida alrededor de la Place de Clichy, en el Wepler.
- Stille dage i Clichy (1970), adaptación de la obra de Henry Miller llevada a cabo por el cineasta danés Jens Jørgen Thorsen, con banda sonora de Country Joe McDonald.[9]
- La novela Un hombre que duerme, de Georges Perec, termina en la Place de Clichy.
- El grupo de rap parisino Sexion d'Assaut hace alusión a menudo a la Place de Clichy en sus canciones. Uno de sus miembros creció allí.
- Algunas escenas de la novela Oussama de Norman Spinrad tienen lugar en la Place de Clichy.